# Eleocharis kamtschatica
Eleocharis kamtschatica là loài thực vật có hoa trong họ Cói. Loài này được (C.A.Mey.) Kom. mô tả khoa học đầu tiên năm 1927.